# 結城氏広
結城 氏広（ゆうき うじひろ）は、室町時代後期の武将。下総結城氏14代当主。

## 略歴
宝徳3年（1451年）、11代当主・結城氏朝の子・結城長朝の子として誕生。
寛正3年（1463年）、13代当主・結城成朝が多賀谷氏家の弟・朝経に暗殺されると、朝経は結城基景（山川景貞の子）の擁立を図るが、基景が19歳で急死したために、かつて成朝との家督争いに敗れた成朝の兄・長朝の子である氏広が擁立された。
享徳3年（1455年）からの享徳の乱で古河公方・足利成氏と関東管領・上杉氏とが対立すると、結城氏は成氏方に味方し、当主である氏広も成氏方の将として転戦し、古河城が一時陥された際は、千葉孝胤・那須資実らと共に成氏に協力し、古河城回復を援護している。しかし、多賀谷氏や山川氏、水谷氏が独立色を強めた活動をしたため、家中の統一が図れないまま、文明13年（1481年）に死去。享年31。
家督は子・政朝が継いだ。